# نادي الحريق
نادي الحريق السعودي هو أحد أندية الدرجة الرابعة  بمنطقة الرياض في محافظة الحريق تأسس عام 1396 هجري.

## تغيير اسم الفريق
تأسس نادي الحريق عام ١٣٩٦هـ تحت مسمى نادي الفرع وجرى تغيير اسمه مطلع عام2024.وعند تولي تركي محمد الهزاني رئاسته لم يكن به سوى اربع العاب ليصل بها الى ١٦لعبه ويدخل في استراتيجية دعم الالعاب المختلفة كاول نادي في مكتب الخرج ويدخل حوكمة الأندية https://x.com/alfara_club/status/1810667697887170599?s=46&t=_tgHw1bu8toUkDUlmP0ytg